# Materie degenerată
Materia degenerată este o stare foarte densă a materiei fermionice în care principiul de excludere Pauli exercită o presiune semnificativă în plus față de, sau în locul presiunii termice. Descrierea se aplică materiei compuse din electroni, protoni, neutroni sau alți fermioni. Termenul este folosit în principal în astrofizică pentru a se referi la obiectele stelare dense în care presiunea gravitațională este atât de ridicată, încât efectele mecanice cuantice sunt semnificative. Acest tip de materie se găsește în mod natural în stele în stările lor evolutive finale, cum ar fi piticele albe și stelele neutronice, unde presiunea termică nu este suficientă pentru a evita colapsul gravitațional.
Materia degenerată este de obicei modelată ca un gaz Fermi ideal, un ansamblu de fermioni care nu interacționează. Într-o descriere mecanică cuantică, particulele limitate la un volum finit pot lua doar un set discret de energii, numite stări cuantice. Principiul de excludere Pauli împiedică fermionii identici să ocupe aceeași stare cuantică. La cea mai mică energie totală (când energia termică a particulelor este neglijabilă), toate stările cuantice de cea mai mică energie sunt umplute. Această stare este denumită degenerare completă. Această presiune de degenerare rămâne diferită de zero chiar și la temperatura zero absolută. Adăugarea de particule sau reducerea volumului forțează particulele în stări cuantice de energie mai mare. În această situație, este necesară o forță de compresie și se manifestă ca o presiune rezistentă. Caracteristica cheie este că această presiune de degenerare nu depinde de temperatură, ci doar de densitatea fermionilor. Presiunea degenerativă menține stelele dense în echilibru, independent de structura termică a stelei.
O masă degenerată ai cărei fermioni au viteze apropiate de viteza luminii (energie cinetică a particulelor mai mare decât energia sa în repaus) se numește materie degenerată relativistă.
Conceptul de stele degenerate, obiecte stelare compuse din materie degenerată, a fost dezvoltat inițial într-un efort comun între Arthur Eddington, Ralph Fowler și Arthur Milne. Eddington sugerase că atomii din Sirius B erau aproape complet ionizați și strâns împachetati. Fowler a descris piticele albe ca fiind compuse dintr-un gaz de particule care au devenit degenerate la temperatură scăzută. Milne a propus că materia degenerată se găsește în majoritatea nucleelor stelelor, nu numai în stelele compacte.